# Bombear e tratar
Bombear e tratar, popularmente conhecido como Pump-and-treat, é uma técnica de remediação de águas subterrâneas contaminadas . É um método comumente utilizado, que já foi adotado 1259 vezes para gerenciamento de áreas contaminadas no Estado de São Paulo , possuindo capacidade de remoção de contaminantes de compostos solúveis, como: solventes industriais, metais e óleo combustível . Ela é baseada na extração da água contaminada, por meio de bombeamento, até o equipamento onde ela será tratada. Após o tratamento, ela pode ser despejada de volta na superfície ou em redes de água . O sistema de bombeamento consiste em um mecanismo de tubulações que realizam tanto a função hidráulica de extrair o contaminante, como também para despejar a água tratada, enquanto o sistema de tratamento é desenvolvido a partir dos tipos de contaminantes e por isso podem ter diferentes funções e formas de tratamento .

## Funcionamento do Sistema
O bombeamento e tratamento consiste no bombeamento da água subsuperficial contaminada com LNAPL (líquido leve menos denso que a água) à superfície para posterior tratamento externo de remoção de contaminantes . Este sistema envolve a instalação estratégica de poços de bombeamento, buscando interceptar a pluma de LNAPL, de modo a conter a migração e reduzir as concentrações do contaminante, seja diretamente para um sistema de tratamento ou para um tanque de armazenamento até que o tratamento possa efetivamente iniciar .  Ele também pode ser instalado como uma barreira para evitar que os contaminantes sejam dispersados pelo fluxo de água corrente, assim, pode ser necessária a instalação de diversos tubos para conter e extrair os contaminantes por bombeamento, até atingir o local de tratamento .
Após o bombeamento, a água passa por uma série de tratamentos. A adsorção por carbono é a mais utilizada, seguido pelos tratamentos: remoção por aeração, filtração, precipitação de metais, tratamento biológico, troca iônica e oxidação por UV . Outros tratamentos que podem ser aplicados em sistemas de bombeamento e tratamento incluem separação de fases, biodegradação aeróbica, air stripping e adsorção de carbono ativado granular em fase líquida . 
Outro tratamento usualmente utilizado é por meio da caixa separadora de água e óleo (SAO), que contém três compartimentos nos quais grande parte dos contaminantes fica retida. A água também pode ser filtrada por carvão ativado para tratamento em superfície e, uma vez tratada, é conduzida para poços de reinjeção . O sistema de tratamento tanto pode consistir em um único método de limpeza, como carvão ativado ou extração de ar para purificar a água, como também, a aplicação de diversos métodos, especialmente quando a água subterrânea contém diferentes tipos de contaminantes ou apresenta elevadas concentrações de um único poluente. A abordagem para o tratamento pode ser modificada à medida que as concentrações de contaminantes diminuem .

## Desvantagens do Sistema
Apesar de poder tratar grandes volumes de água subterrânea contaminada, os sistemas de bombeamento e tratamento possuem muitas desvantagens. Os sistemas possuem elevado custo operacional e de instalação, uma vez que demandam a disponibilidade e uso contínuo de energia elétrica, e possuem um tempo de operação prolongado . A aplicação desta técnica em ambientes remotos consequentemente leva ao aumento dos custos operacionais, e sua execução pode enfrentar dificuldades de logística e acesso aos locais, possivelmente expondo o ambiente a maiores impactos ambientais.  Outro fator que deve ser avaliado ao considerar a aplicação da técnica é a disponibilidade de corpos receptores para disposição de águas residuais contaminadas que foram extraídas e tratadas pelo sistema .
Outra desvantagem dessa técnica é a elevada quantidade de água que precisa ser retirada do aquífero, para realização da remoção dos contaminantes. O tratamento e remoção de quantidades substanciais de água residual ao longo de um longo período de tempo aumentam os custos operacionais e podem levar ao assentamento do solo . As limitações mencionadas da técnica, juntamente com a necessidade de melhores técnicas de remediação, levaram ao estudo de várias tecnologias inovadoras como aprimoramentos ao processo de bombeamento e tratamento.
Por ser um tratamento complexo e que depende muito da quantidade de contaminantes presentes, ele pode se tornar um tratamento de duração bem prolongada, levando anos e até décadas até o fim do tratamento. Isso implica em maiores custos com energia para manter o funcionamento do sistema, além da demora para o fim do tratamento  .

## Técnicas de Aprimoramento
A técnica de bombeamento e tratamento pode ser aprimorada com adição de um agente redutor químico à água subterrânea tratada antes de ser reinjetada no aquífero. É chamada de “Bombeamento e Tratamento Quimicamente Aprimorado”, também conhecida como fixação geoquímica . Essa técnica aprimorada pode ser utilizada para tratar áreas-fonte e dispensa a disposição na superfície é considerada uma técnica in situ. Ela remove, por exemplo, o Cr(VI) residual que não é efetivamente removido durante a fase de extração da água subterrânea contaminadas por cromo, através do uso de diferentes reagentes como metabissulfito de sódio e Na2S2O5 . Entretanto, deve-se controlar a concentração dos produtos de reação de redução na água tratada para não levar a uma maior contaminação do aquífero em que a mesma será disposta. 